# نمرة (شهبا)
نمرة هي قرية سورية تقع في ناحية مركز شهبا من منطقة شهبا في محافظة السويداء.

## تاريخ
من أبرز المعالم في القرية جسر أثري يُعرف بجسر نمرة شهبا. يبلغ طول الجسر حوالي 25 متراً، وعرضه 4.5 أمتار، ويتألف من فتحة واحدة تضم ثلاث قناطر متوازية، تفصل بينها مسافة تقارب 60 سنتيمتراً. يُعتبر هذا الجسر مثالاً على الهندسة المعمارية القديمة في المنطقة. في عام 1838، أشار إلي سميث إلى أن نمرة تقع في جبل حوران، وكانت مأهولة بالدروز والمسيحيين "اليونانيين".